# باتا

الموقع

باتا (بالإنجليزية: Bata)‏ هي مدينة ساحلية في غينيا الاستوائية. يبلغ عدد سكان المدينة 173 ألف نسمة. تعتبر المدينة أكبر مدينة في البلد من ناحية السكان. المدينة تطل على المحيط الأطلسي .

## المناخ
يظهر الجدول التالي التغييرات المناخية على مدار السنة لباتا:
| البيانات المناخية لـباتا          | البيانات المناخية لـباتا | البيانات المناخية لـباتا | البيانات المناخية لـباتا | البيانات المناخية لـباتا | البيانات المناخية لـباتا | البيانات المناخية لـباتا | البيانات المناخية لـباتا | البيانات المناخية لـباتا | البيانات المناخية لـباتا | البيانات المناخية لـباتا | البيانات المناخية لـباتا | البيانات المناخية لـباتا | البيانات المناخية لـباتا |
| الشهر                             | يناير                    | فبراير                   | مارس                     | أبريل                    | مايو                     | يونيو                    | يوليو                    | أغسطس                    | سبتمبر                   | أكتوبر                   | نوفمبر                   | ديسمبر                   | المعدل السنوي            |
| --------------------------------- | ------------------------ | ------------------------ | ------------------------ | ------------------------ | ------------------------ | ------------------------ | ------------------------ | ------------------------ | ------------------------ | ------------------------ | ------------------------ | ------------------------ | ------------------------ |
| الدرجة القصوى °م (°ف)             | 33.5 (92.3)              | 35.6 (96.1)              | 34.1 (93.4)              | 34.1 (93.4)              | 33.2 (91.8)              | 32.8 (91.0)              | 31.8 (89.2)              | 31.5 (88.7)              | 32.5 (90.5)              | 32.0 (89.6)              | 32.4 (90.3)              | 33.0 (91.4)              | 35.6 (96.1)              |
| متوسط درجة الحرارة الكبرى °م (°ف) | 30.5 (86.9)              | 31.1 (88.0)              | 31.3 (88.3)              | 31.0 (87.8)              | 30.7 (87.3)              | 29.7 (85.5)              | 28.8 (83.8)              | 28.9 (84.0)              | 29.1 (84.4)              | 29.1 (84.4)              | 29.6 (85.3)              | 30.1 (86.2)              | 30.0 (86.0)              |
| المتوسط اليومي °م (°ف)            | 25.6 (78.1)              | 25.8 (78.4)              | 25.7 (78.3)              | 25.6 (78.1)              | 25.6 (78.1)              | 25.0 (77.0)              | 24.1 (75.4)              | 24.2 (75.6)              | 24.6 (76.3)              | 24.8 (76.6)              | 25.2 (77.4)              | 25.0 (77.0)              | 25.1 (77.2)              |
| متوسط درجة الحرارة الصغرى °م (°ف) | 20.7 (69.3)              | 20.4 (68.7)              | 20.1 (68.2)              | 20.1 (68.2)              | 20.6 (69.1)              | 20.2 (68.4)              | 19.4 (66.9)              | 19.6 (67.3)              | 20.0 (68.0)              | 20.5 (68.9)              | 20.8 (69.4)              | 20.0 (68.0)              | 20.2 (68.4)              |
| أدنى درجة حرارة °م (°ف)           | 15.3 (59.5)              | 13.7 (56.7)              | 14.5 (58.1)              | 12.5 (54.5)              | 12.5 (54.5)              | 15.5 (59.9)              | 12.5 (54.5)              | 14.2 (57.6)              | 15.6 (60.1)              | 15.5 (59.9)              | 14.5 (58.1)              | 14.5 (58.1)              | 12.5 (54.5)              |
| معدل هطول الأمطار مم (إنش)        | 116 (4.6)                | 102 (4.0)                | 205 (8.1)                | 292 (11.5)               | 285 (11.2)               | 90 (3.5)                 | 25 (1.0)                 | 26 (1.0)                 | 221 (8.7)                | 457 (18.0)               | 306 (12.0)               | 109 (4.3)                | 2٬234 (87.9)             |
| متوسط الأيام الممطرة (≥ 0.1 mm)   | 9                        | 8                        | 14                       | 16                       | 17                       | 7                        | 3                        | 5                        | 16                       | 24                       | 18                       | 10                       | 147                      |
| ساعات سطوع الشمس الشهرية          | 201.5                    | 192.1                    | 173.6                    | 177.0                    | 189.1                    | 147.0                    | 142.6                    | 142.6                    | 114.0                    | 114.7                    | 141.0                    | 186.0                    | 1٬921٫2                  |
| ساعات سطوع الشمس اليومية          | 6.5                      | 6.8                      | 5.6                      | 5.9                      | 6.1                      | 4.9                      | 4.6                      | 4.6                      | 3.8                      | 3.7                      | 4.7                      | 6.0                      | 5.3                      |
| المصدر: الأرصاد الجوية الألمانية  |                          |                          |                          |                          |                          |                          |                          |                          |                          |                          |                          |                          |                          |